# Carom3D
Carom3D – bezpłatna komputerowa gra sportowa, która symuluje różne odmiany bilardu, stworzona przez studio Neoact w 1999 roku. Umożliwia ona praktykę w trybie gry jednoosobowej, ale przede wszystkim rozbudowaną rozgrywkę wieloosobową przez internet. W Carom3D gracz może zagrać w takie odmiany bilardu, jak: karambol, ósemka, dziewiątka, snooker i inne.
Rozgrywka w sieci obejmuje turnieje indywidualne i grupowe, w których uczestniczą gracze. Za wygraną otrzymuje się punkty doświadczenia, które można przeznaczyć na rozwój umiejętności obsługi kija bilardowego; umożliwiają też one nowe zagrania. Gracze mogą zrzeszać się w gildiach, dzięki czemu wygrana turniejowa przynosi zysk całej grupie zawodników.
Carom3D utrzymała status gry popularnej, o czym świadczy liczba pobrań na portalu Download.com wynosząca 250 tysięcy w ciągu 7 miesięcy, na stan z 25 września 2012 roku. Była także dyscypliną sportową na zawodach World Cyber Games w 2009 i 2010 roku.